# Strobel-Mühle

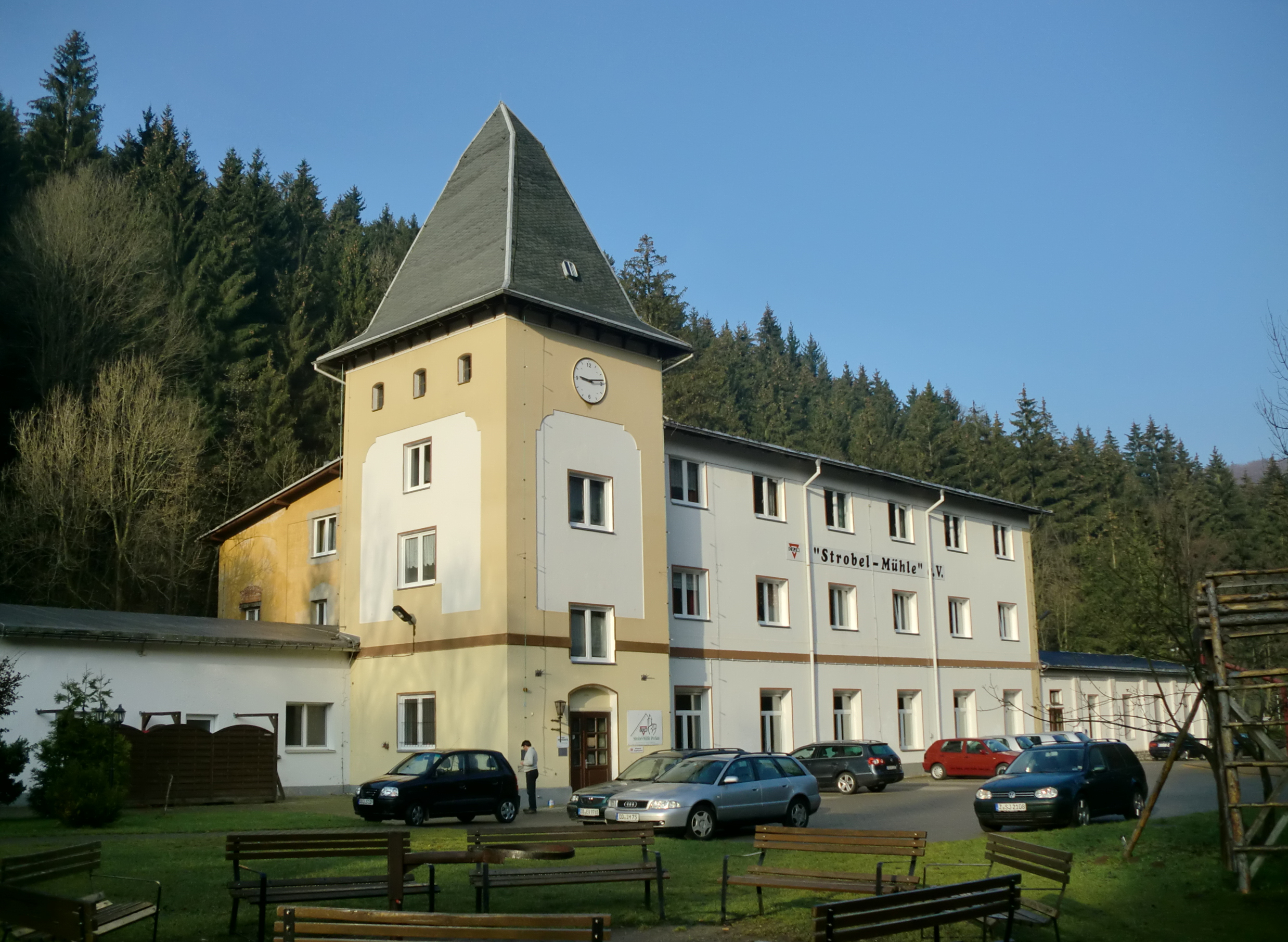
Die Strobel-Mühle von Südosten

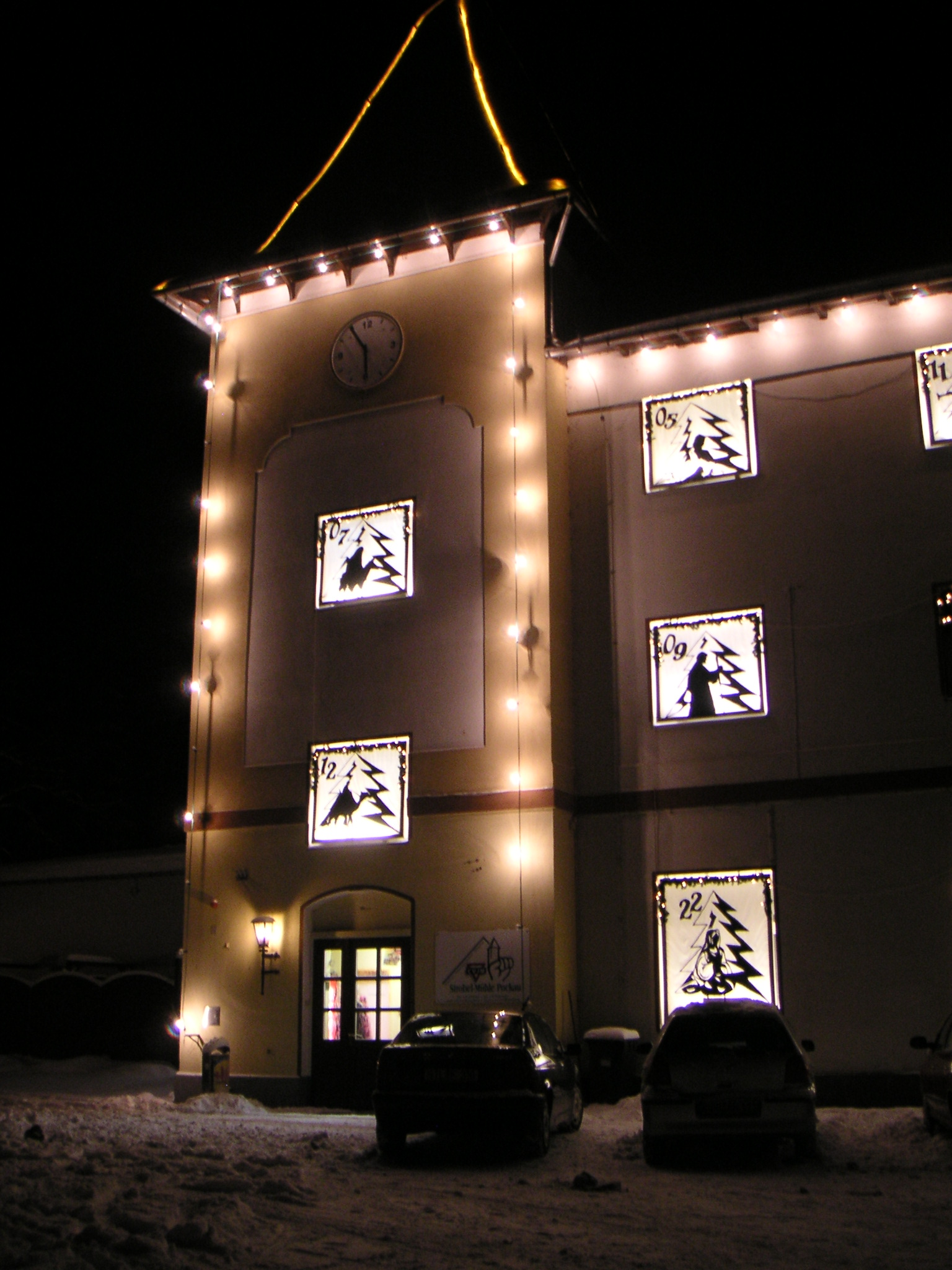
Die Fenster der Strobel-Mühle als Adventskalender gestaltet

Die Strobel-Mühle im Ortsteil Pockau der sächsischen Stadt Pockau-Lengefeld im Erzgebirge ist ein christliches Jugendbegegnungszentrum und Freizeitheim des Christlichen Vereins Junger Menschen (CVJM). Das ehemalige Industriegebäude wurde einst für die Papierverarbeitung genutzt und war einst Sachsens ertragsreichstes Wasserkraftwerk.

## Geschichte

### Holzschleiferei
Die Mühle wurde zwischen 1900 und 1906 von dem Unternehmer Wilhelm Max Strobel als sogenannte Holzschleiferei in einer aufwendigen Industriearchitektur mit Turm, erbaut, zur Erzeugung von Holzschliff für die Papierherstellung.
1918 übernahm die Firma C.G. Schönherr aus Floßmühle den Betrieb. Ab 1952 war die Papierfabrik Grünhainichen Eigentümer der Anlagen, die sie aber bereits 1954 stilllegten. Anschließend wurde das Objekt an die Gemeinde Pockau übergeben. 1956 erfolgte die Weitergabe an den Rat des Kreises Marienberg.

#### Technikgeschichte
Die Versorgung der Maschinen mit elektrischer Energie erfolgte mittels einer Turbine im Fabrikgebäude, die durch ein 800 Meter langes Leitungssystem, das teilweise als Stollen ausgeführt wurde, mit dem Wasser der Schwarzen Pockau gespeist wurde. Der Betrieb war zeitweise Sachsens ertragsreichstes Wasserkraftwerk. Von einem Wehr in Niederlauterstein floss das Wasser in ein sogenanntes Wasserschloss oberhalb der Strobel-Mühle und dann durch Rohre mit zwei Metern Innendurchmesser in einem Winkel von 45° und einer Wassersäule von 17 Metern zur Turbine im Gebäude. Heute sind nur noch Reste der Anlage zu sehen, die in den 1960er Jahren aus arbeitsschutzrechtlichen Gründen stillgelegt wurde.

#### Produktionsprozess
Die Baumstämme für die Produktion wurden über die Bahnstrecke Reitzenhain–Flöha angeliefert, geschält, geschnitten und dann durch drei Holzschleifer zu Holzschliff (einem Rohmaterial für die Papierfabrikation) mit rotierenden Sandsteinen verarbeitet. Im weiteren Produktionsverlauf wurden die mit Wasserdruck angepressten Holzklötze zu Holzfasern, die mit Wasser vermischt durch Kanäle zu den Raffineuren, dann weiter über Filze zu den drei Walzenmaschinen liefen, wo der Holzschliff in Schichten auflief und dann mit einem Holzmesser getrennt abgenommen und als Holzpack auf Loren verladen wurde. Besonders weißer Holzstoff wurde vorher auf den Sieben noch mit einem Zusatz gebleicht. In 24 Stunden wurden 9.000 kg Holzschliff hergestellt.

### Kinderferienlager „Anne Frank“
1957 erwarb der VEB Bau- und Montagekombinat Halle die Strobel-Mühle als Ferienobjekt für die Betriebsangehörigen und betrieb es als Kinderferienlager „Anne Frank“. In den darauffolgenden Jahrzehnten wurde das Ferienlager auch für die Vormilitärischen Ausbildung in der DDR genutzt. 1988/89 traf die Stasi Vorbereitungen, um die Strobel-Mühle als Internierungslager für politische Gegner zu nutzen.

### Christliches Freizeithaus
1993 wurde die damalige Hallesche Mitteldeutsche Bau AG aus Halle von der Treuhandanstalt privatisiert und wurde als Nachfolgebetrieb neuer Eigentümer des Ferienobjektes. Der 1997 gegründete Verein CVJM Strobel-Mühle Pockautal e. V. übernahm das Objekt und baute es zum Jugendbegegnungszentrum aus. Der CVJM ist auch gleichzeitig der Rechtsträger der Einrichtung. Die Eröffnung fand am 16. Mai 1998 statt, nachdem einige Junge Gemeinden aus der Region die jeweiligen Zimmer renoviert haben. 1999 und 2002 richteten die jeweiligen „Jahrhunderthochwasser“ auf dem Gelände und im Haus große Schäden an. 2002 wurde der „Hochseilgarten Erzgebirge“ eröffnet. Im Jahr 2006 kauft der CVJM die Strobel-Mühle auf. 2008 bis 2009 wurde das neue Glashaus als Multifunktionsgebäude mit Kletterhalle erbaut. Von 2016 bis 2020 wurden alle Etagen nacheinander ausgebaut und modernisiert. 2011 wurde eine ehemalige Glocke der Scheibenberger Johanniskirche auf dem Gelände in einem freistehenden Glockenturm aufgebaut.

#### Hochseilgarten Erzgebirge

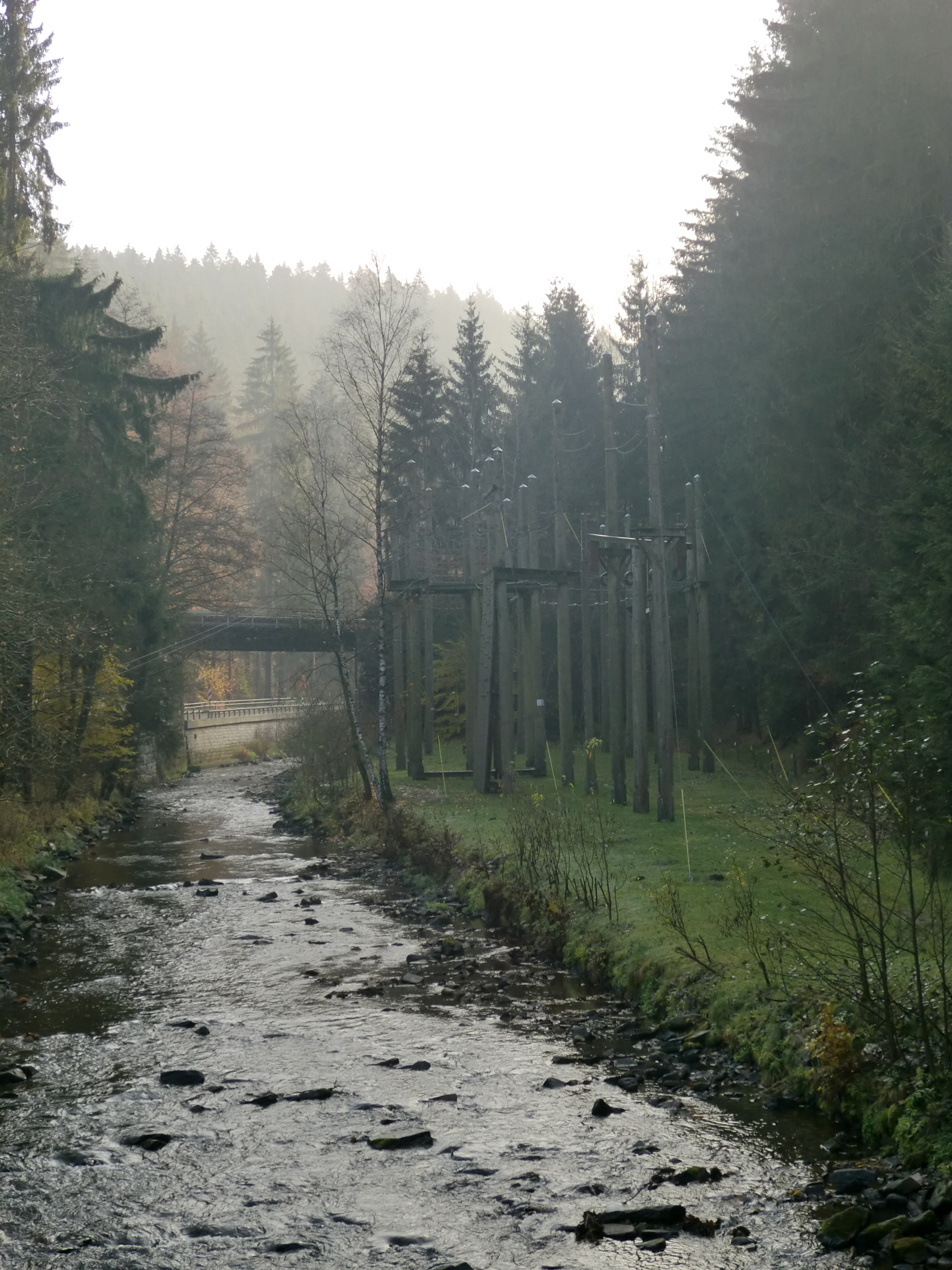
Hochseilgarten an der Strobel-Mühle

Der Hochseilgarten wurde am 13. Juli 2002 eröffnet und war einst einer der größten Kletterparks Deutschlands. Ende 2019 wurde er altersbedingt stillgelegt.

#### Kletterwelt Erzgebirge

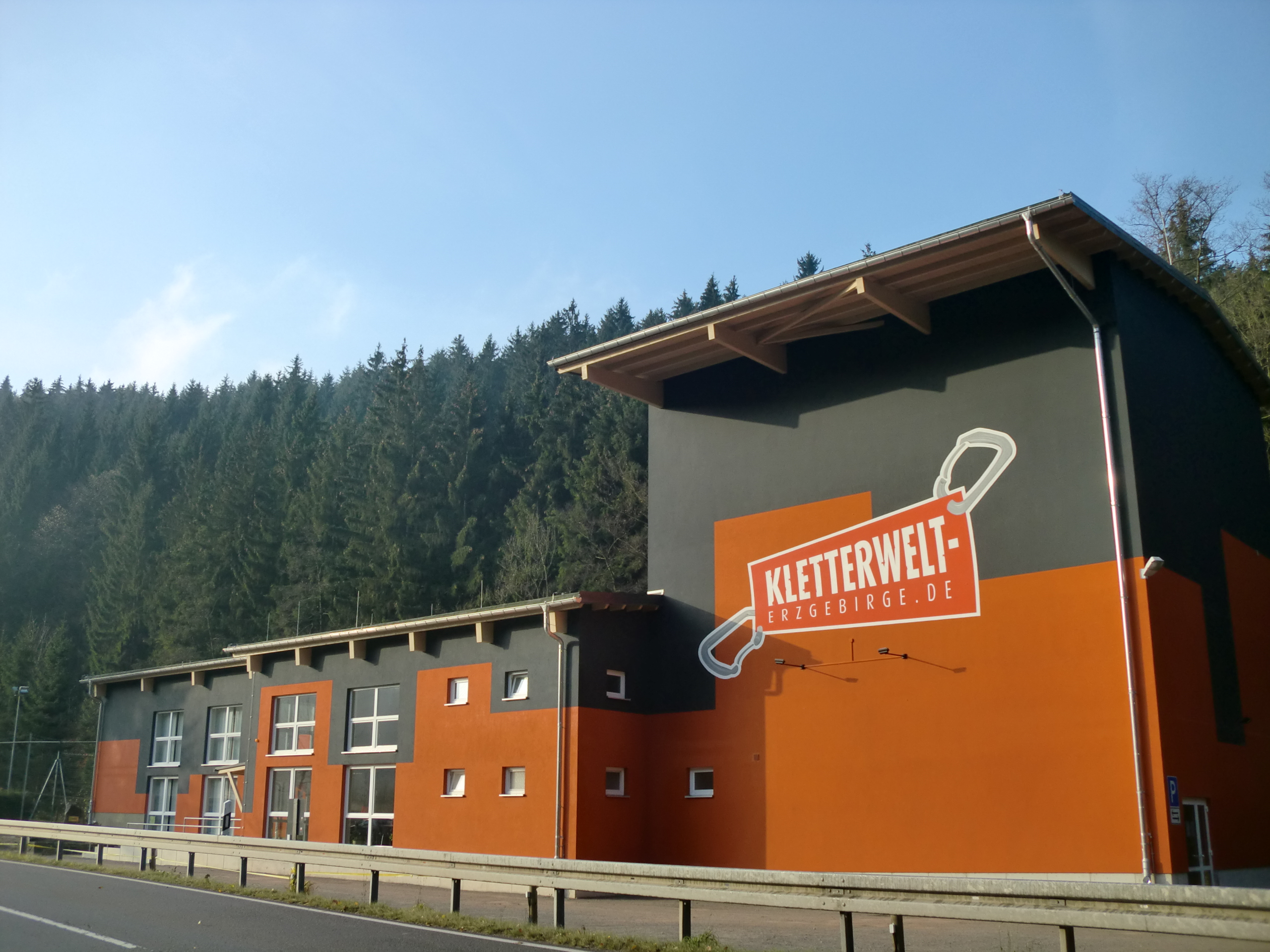
Kletterhalle neben der Strobel-Mühle

Die Kletterwelt Erzgebirge wurde am 10. Oktober 2009 eröffnet und bietet auf über 500 m² Kletterfläche und in bis zu 14 m Höhe mehr als 70 Routen zur Auswahl.

## Veranstaltungen
Durch den CVJM organisiert finden hier jährlich zahlreiche christliche Veranstaltungen, vor allem für Jugendliche statt.

## Verkehrsanbindung
Die Strobel-Mühle ist über die Staatsstraße 224 (Rittersberg-Pockau) erreichbar. Im Jahr 2006 wurde der nahegelegene Haltepunkt Strobelmühle an der Bahnstrecke Reitzenhain–Flöha errichtet. Jedoch wurde mit Fahrplanwechsel am 15. Dezember 2013 der planmäßige Reiseverkehr zwischen Marienberg und Pockau-Lengefeld eingestellt.